# Sexta-Feira 13 (franquia)
Sexta-Feira 13 (no original, em inglês: Friday the 13th) é uma franquia de terror americana e uma série de filmes que conta com doze filmes slasher, um programa de televisão, romances, histórias em quadrinhos, jogos eletrônicos e produtos tie-in. A franquia concentra-se principalmente no personagem fictício Jason Voorhees, o qual se afogou, quando garoto, em Camp Crystal Lake devido à negligência da equipe do acampamento. Décadas depois, surgem boatos de que o lago está "amaldiçoado" e este, consequentemente, torna-se o cenário de uma série de assassinatos em massa. Jason é destaque em todos os filmes, seja como matador ou como motivação para os assassinatos. O filme original, criado para lucrar com o sucesso de Halloween (1978), foi escrito por Victor Miller e produzido e dirigido por Sean S. Cunningham. Ao total, as películas arrecadaram mais de 529 milhões de dólares nas bilheterias mundial. Desse modo, firmou-se como a franquia de terror de maior bilheteria do mundo até o lançamento de Halloween (2018), que, por sua vez, converteu a sua franquia ao topo.
Frank Mancuso, Jr., produtor dos filmes, também desenvolveu o programa de televisão Friday the 13th: The Series após a Paramount ter lançado Jason Lives. O programa não foi conectada à franquia de filmes por nenhum personagem ou cenário, mas foi criado com base na ideia de "má sorte e maldições" apresentadas no cinema. Enquanto a franquia cinematográfica era de propriedade da Paramount, quatro filmes foram adaptados para romances, tendo Friday the 13th Part III sido adaptado por dois autores diferentes. Quando a franquia foi vendida para a New Line Cinema, Cunningham retornou como produtor para supervisionar dois filmes adicionais, além de um filme crossover com o personagem Freddy Krueger, da série de A Nightmare on Elm Street. Com New Line Cinema, treze novelas e várias séries de histórias em quadrinhos com Jason foram publicadas.
Embora os filmes não tivessem sido populares entre os críticos, Friday the 13th é considerada uma das franquias de mídia de maior sucesso nos Estados Unidos - não apenas pelo sucesso dos filmes, mas também pelo extenso merchandising e repetidas referências à série na cultura popular. Sua popularidade gerou uma base de fãs que criaram seus próprios filmes, réplica do traje e máscara de Jason Voorhees e tatuaram seus corpos. A máscara de hóquei de Jason Voorhees é uma imagem amplamente reconhecida dentro do gênero terror e na cultura popular.
Em 31 de outubro de 2022, foi confirmada o desenvolvimento de série prelúdio da franquia para o streaming Peacock (serviço de streaming). Essa atração ganhou o nome de Crystal Lake. O roteirista Victor Miller, que assinou o primeiro filme da saga, está no time de produtores executivos da nova série. Devido à questões judiciais, Crystal Lake não poderá fazer menções a acontecimentos após o longa de 1980, como mostrar a icônica máscara de hóquei do Jason, por exemplo. 

## Filmes
| Filme                                            | Data de lançamento      | Diretor(es)        | Roteirista(s)                                   | Produtor(es)                                               |
| ------------------------------------------------ | ----------------------- | ------------------ | ----------------------------------------------- | ---------------------------------------------------------- |
| Friday the 13th                                  | 09 de maio de 1980      | Sean S. Cunningham | Victor Miller                                   | Sean S. Cunningham                                         |
| Friday the 13th Part II                          | 30 de abril de 1981     | Steve Miner        | Ron Kurz                                        | Steve Miner                                                |
| Friday the 13 Part III                           | 13 de agosto de 1982    | Steve Miner        | Carol Watson e Martin Kitrosser                 | Frank Mancuso Jr.                                          |
| Friday the 13th: The Final Chapter               | 13 de abril de 1984     | Joseph Zito        | Barney Cohen e Bruce Hidemi Sakow               | Frank Mancuso Jr.                                          |
| Friday the 13th: A New Beginning                 | 22 de março de 1985     | Danny Steinmann    | David Cohen, Danny Steinmann e Martin Kitrosser | Timothy Silver                                             |
| Friday the 13th Part VI: Jason Lives             | 01 de agosto de 1986    | Tom McLoughlin     | Tom McLoughlin                                  | Don Behrns                                                 |
| Friday the 13th Part VII: The New Blood          | 13 de maio de 1988      | John Carl Buechler | Daryl Haney e Manuel Fidello                    | Iain Paterson                                              |
| Friday the 13th Part VIII: Jason Takes Manhattan | 28 de julho de 1989     | Rob Hedden         | Rob Hedden                                      | Randy Cheveldave                                           |
| Jason Goes to Hell: The Final Friday             | 13 de agosto de 1993    | Adam Marcus        | Dean Lorey, Jay Huguely e Adam Marcus           | Debbie Hayn-Cass e Sean S. Cunningham                      |
| Jason X                                          | 26 de abril de 2002     | James Isaac        | Todd Farmer                                     | James Isaac, Noel Cunningham e Sean S. Cunningham          |
| Freddy vs. Jason                                 | 15 de agosto de 2003    | Ronny Yu           | Mark Swift e Damian Shannon                     | Sean S. Cunningham                                         |
| Friday the 13th                                  | 13 de fevereiro de 2009 | Marcus Nispel      | Mark Swift, Mark Wheaton e Damian Shannon       | Brad Fuller, Andrew Form, Michael Bay e Sean S. Cunningham |

### Friday the 13th(1980)
O enredo gira em torno de um grupo de adolescentes que são mortos um a um por um assassino desconhecido enquanto tentam reabrir um acampamento abandonado.
O filme surgiu pelo estímulo do sucesso comercial de Halloween (1978), dirigido por John Carpenter. Produzido por Cunningham, Friday the 13th foi anunciado pela primeira vez no início de 1979 e filmado em Nova Jérsei em setembro do mesmo ano. Contou com um orçamento muito baixo, estimado em 500 mil dólares. Distribuído nos Estados Unidos pela Paramount Pictures e internacionalmente pela Warner Bros., foi lançado em 9 de maio de 1980, tornando-se o primeiro filme independente e de seu gênero a garantir distribuição por um grande estúdio no território norte-americano.

### Friday the 13th Part II(1981)
A produção não foi inicialmente planejada como uma sequência direta, mas sim como parte de uma cinessérie antológica baseada na superstição da sexta-feira 13. No entanto, diante da popularidade do final surpresa do primeiro filme, os cineastas optaram por reviver Jason e continuar com a história e a mitologia em torno do acampamento de Crystal Lake. As filmagens ocorreram entre outubro e novembro de 1980 em regiões interioranas de Connecticut. Assim como o longa original, Friday the 13th Part 2 enfrentou oposição da Motion Picture Association of America, que considerou sua "violência acumulativa" como problemática e exigiu vários cortes para permitir que o filme fosse exibido nos cinemas com uma classificação etária mais branda.

### Friday the 13th Part III(1982)
Ambientado logo após os eventos do segundo filme, o enredo gira em torno de uma adolescente que viaja com seus amigos até uma casa de verão nas proximidades do acampamento de Crystal Lake, onde Jason se refugiou e posteriormente ressurge para mais uma matança. A intenção inicial dos produtores era que esse filme encerrasse a franquia como uma trilogia e os primeiros esboços da trama concentravam-se na personagem Ginny, sobrevivente da segunda parte, retornando para enfrentar o vilão em um confronto final. No entanto, esse conceito foi abandonado quando Amy Steel recusou-se a repetir seu papel.
As filmagens ocorreram em locações situadas em Santa Clarita, na Califórnia, e a produção contou com um orçamento de 2,2 milhões de dólares. Friday the 13th Part III foi lançado nos cinemas originalmente em 3D (e um ano antes de Tubarão III, também com a tecnologia), sendo o único filme da série a ser lançado nesse formato e o primeiro da Paramount Pictures produzido com essa tecnologia desde 1954. Estreou nos Estados Unidos em 13 de agosto de 1982, arrecadando 36,7 milhões de dólares nas bilheterias de seu país de origem. Foi o primeiro filme a retirar E.T. the Extra-Terrestrial do primeiro lugar nas bilheterias e se tornou o segundo filme de terror mais lucrativo de 1982, atrás de Poltergeist. Tem o terceiro maior público da franquia Friday the 13th, com aproximadamente 11 762 400 ingressos vendidos. Contudo, a crítica especializada o recebeu negativamente. Sua sequência, Friday the 13th: The Final Chapter, foi lançada em 1984.

### Friday the 13th: The Final Chapter(1984)
O filme supostamente deveria terminar a série e foi anunciado como "O Capítulo Final", no entanto, a franquia teria ainda outras sequências. O sucesso financeiro do longa-metragem dissuadiu a Paramount Pictures de aposentar a franquia, uma vez que o filme arrecadou mais de US$ 32 milhões nos Estados Unidos. Apesar das críticas negativas que recebeu, o sucesso do filme levou a produção de mais uma sequência, Friday the 13th: A New Beginning, em 1985.

### Friday the 13th: A New Beginning(1985)
Em relação às sequências anteriores, A New Beginning tem uma frequência maior de cenas de violência gráfica e sangue, apresentando um grande número de assassinatos em tela. Além do gore, o filme também ficou conhecido por suas cenas de nudez explícita e sexo, bem como de uso frequente de drogas. O livro Crystal Lake Memories: The Complete History of Friday the 13th, de Peter Bracke, detalha que, nos bastidores, a produção era atormentada pelo uso de drogas pesadas.

### Friday the 13th Part VI: Jason Lives(1986)
A decisão de trazer Jason de volta à franquia se deu em virtude da recepção decepcionante do quinto filme, que tentou inovar ao introduzir um novo vilão. Ao ressuscitar o assassino, McLoughlin tornou Jason uma força explicitamente sobrenatural, descrevendo-o como ressuscitado dos mortos através da eletricidade. Esta versão de Jason, um assassino em série zumbi, em vez de um mortal com força sobre-humana, se tornaria a representação padrão do personagem nos demais filmes, até o remake de 2009. O filme também rompeu com outras convenções da série, introduzindo elementos de humor e ação, incluindo tiroteios e perseguições de carro.

### Friday the 13th Part VII: The New Blood(1988)
O filme foi lançado após Friday the 13th Part VI: Jason Lives e pretendia ter um padrão de qualidade mais elevado do que o das sequências anteriores da franquia, com cineastas conceituados sendo considerados para dirigir o projeto. A Paramount Pictures buscou firmar uma parceria com a New Line Cinema para criar um filme crossover entre as franquias Sexta-Feira 13 e A Nightmare on Elm Street, o que só seria concretizado em 2003 com Freddy vs. Jason. Depois de vários conceitos recusados, o roteirista Daryl Haney sugeriu a ideia de fazer um filme de "Jason vs. Carrie", no qual Jason lutaria contra uma adolescente com poderes psicocinéticos. The New Blood foi seguido por Friday the 13th Part VIII: Jason Takes Manhattan.

### Friday the 13th Part VIII: Jason Takes Manhattan(1989)
De acordo com o documentário New York Has a New Problem: The Making of Friday the 13th VIII: Jason Takes Manhattan, esta foi outra sequência destinada a ser a último filme da série. Recebeu atenção especial por sua primeira campanha de divulgação, que consistia num pôster que mostrava Jason Voorhees cortando com uma faca o logotipo "I Love New York", das agências de turismo nova-iorquinas, sendo esta campanha posteriormente recolhida após o comitê de turismo de Nova York apresentar uma queixa contra a Paramount Pictures. Lançado em 28 de junho de 1989, o filme arrecadou 14,3 milhões de dólares nas bilheterias norte-americanas, a segunda menor bilheteria de um filme da franquia nos Estados Unidos. Foi a sequência mais criticada da série na época e é seguida por Jason Goes to Hell: The Final Friday.

### Jason Goes to Hell: The Final Friday(1993)
A ideia do enredo foi concebida pelo roteirista e diretor iniciante Adam Marcus em parceria com Sean S. Cunningham. Após o fraco desempenho de Friday the 13th Part VIII: Jason Takes Manhattan nas bilheterias, a Paramount Pictures vendeu os direitos do personagem Jason Voorhees para a New Line Cinema, que distribuiu Jason Goes to Hell. Cunningham aprovou a história escrita pelo roteirista Adam Marcus, e este foi contratado para dirigir o projeto.
Jason Goes to Hell: The Final Friday estreou nos Estados Unidos em 13 de agosto de 1993 e arrecadou 15,9 milhões de dólares em bilheteria. Vários críticos de cinema avaliaram negativamente o roteiro e a direção de Marcus, e o filme dividiu opiniões entre os fãs da série, devido a seus elementos sobrenaturais e à eliminação de Jason Voorhees como um personagem físico. A conclusão do filme, que faz referência ao também vilão cinematográfico Freddy Krueger, estabeleceu o que viria a se tornar Freddy vs. Jason, lançado dez anos mais tarde, em 2003.

### Jason X(2001)
O filme foi concebido como o primeiro de uma trilogia por Todd Farmer, que sugeriu ao estúdio a ideia de enviar Jason ao espaço como forma de avançar a franquia e manter o personagem em evidência, enquanto Freddy vs. Jason ainda estava em desenvolvimento.
Jason X arrecadou 16.951.798 de dólares em todo o mundo com um orçamento de 14 milhões de dólares. Apesar das críticas negativas que recebeu na época de seu lançamento, o filme divide a opinião dos fãs e nos últimos anos vem ganhando maior popularidade, principalmente entre os fãs mais jovens da série.

### Freddy vs. Jason(2003)
No filme, Freddy Krueger tornou-se incapaz de assombrar os sonhos das pessoas à medida que os cidadãos de Springwood, Ohio, se esqueceram dele após sua morte e subsequente prisão no Inferno por seus pecados. Para recuperar seu poder e liberdade, Freddy ressuscita Jason e o manipula a ir para Springwood para causar pânico e medo, levando a rumores de que Freddy retornou. No entanto, à medida que Jason consegue causar medo suficiente para que Freddy possa assombrar a cidade novamente, ele acaba irritando Freddy, ao privá-lo de potenciais vítimas. Isso acaba levando os dois monstros mortos-vivos a um conflito violento.
Freddy vs. Jason teve um orçamento de 30 milhões de dólares e foi lançado nos Estados Unidos em 15 de agosto de 2003, arrecadando 114 milhões de dólares. Tornou-se o filme de maior bilheteria na série Sexta-Feira 13 e o segundo filme de maior bilheteria na série A Hora do Pesadelo, porém, o longa acabou recebendo críticas negativas. O filme é até o momento a última aparição de Robert Englund como Freddy Krueger.

### Friday the 13th(2009)
O filme foi originalmente concebido como uma história sobre a origem da personagem, contudo o projeto evoluiu para uma reimaginação dos quatro primeiros filmes da série. O personagem Jason Voorhees foi reformulado como um assassino rápido e magro, com uma história de fundo que permite ao espectador sentir um pouco de simpatia por ele, mas não o suficiente para esquecer sua ameaça. Para dar o tom de homenagem do filme, a máscara de Jason foi recriada a partir de um molde da máscara original usada na Parte 3; embora haja mudanças sutis. Além disso, Sexta-Feira 13 inclui algumas das partituras de Harry Manfredini usadas em filmes anteriores da franquia, uma vez que os produtores reconheceram o nível icônico dessas composições musicais.

## Futuro
Em janeiro de 2023, o escritor Jeff Locker disse que ele, ao lado de Jeremy Weiss e Sean S. Cunningham, lançou um novo reboot de Sexta-feira 13, ao mesmo tempo que tinha um plano para uma sequência direta alternativa ao filme original.
Em maio de 2024, Cunningham explicou que um novo filme de Sexta-feira 13 não seria lançado por pelo menos três anos devido à hesitação dos estúdios de cinema em financiar um filme de terror que poderia não ser um sucesso financeiro.

### Crystal Lake (série de televisão)
Em 31 de outubro de 2022, uma série prequela de Sexta-feira 13 foi anunciada, intitulada Crystal Lake. Seria escrita e produzida por Bryan Fuller e Victor Miller, juntamente com os produtores executivos Marc Toberoff e Rob Barsamian. A A24 servirá como o estúdio por trás da série e irá ao ar no Peacock. Em janeiro de 2023, Adrienne King foi escalada para um papel recorrente não revelado. Ela anteriormente interpretou Alice Hardy no filme original de 1980. A escrita da série estava programada para começar em janeiro de 2023 com Kevin Williamson escrevendo um episódio para a primeira temporada. Em maio de 2024, foi revelado que Fuller havia sido demitido da série depois que a A24 decidiu levar a série em uma direção diferente. A produção estava programada para começar assim que um novo showrunner fosse contratado e que nenhum elenco tivesse sido definido. Em agosto de 2024, Brad Caleb Kane foi revelado como o novo showrunner da série. Em setembro de 2024, Cunningham disse que a produção estava planejada para começar na Austrália no final de 2024, com data de lançamento para o Halloween de 2025. Em 24 de março de 2025, foi anunciado que Linda Cardellini apareceria como Pamela Voorhees na próxima série.

### Jason Universe
Em 2024, Victor Miller e Sean S. Cunningham chegaram em um acordo e decidiram voltar com a franquia Sexta-Feira 13, no intitulado Jason Universe. Que constituiria em novos jogos eletrônicos, brinquedos, atrações de terror e séries de televisão, com excessão de novos filmes, cujo não seriam produzidos no momento.

## Fã filmes

### Never Hike Alone(2017)
Sinopse: A habilidade de sobrevivência de um caminhante é posta à prova quando ele tropeça nos restos de um antigo acampamento abandonado e descobre seus longos e escuros segredos.

### Never Hike Alone 2(2023)
Sinopse: 20 anos após a última aparição de Jason Voorhees, o morador de Crystal Lake e ex-vítima Tommy Jarvis ainda vive com a noção assustadora de que Jason retornará um dia.

## Séries de Televisão
| Série                        | Temporadas | Temporadas | Episódios | Originalmente exibida  | Originalmente exibida |
| Série                        | Temporadas | Temporadas | Episódios | Primeira exibição      | Última exibição       |
| ---------------------------- | ---------- | ---------- | --------- | ---------------------- | --------------------- |
| Friday the 13th - The Series |            | 1          | 26        | 3 de outubro de 1987   | 30 de julho de 1988   |
| Friday the 13th - The Series |            | 2          | 26        | 30 de setembro de 1988 | 17 de junho de 1989   |
| Friday the 13th - The Series |            | 3          | 20        | 7 de outubro de 1989   | 26 de maio de 1990    |

### Friday the 13th - The Series(1987-1990)
O objetivo principal é apresentar em 72 episódios, de aproximadamente 60 minutos, histórias de temática similar às já apresentadas em outras séries de sucesso, como Além da Imaginação. As histórias são independentes entre si. Contudo, são amarradas por um tema central, uma loja de antiguidades, que vende objetos amaldiçoados. O proprietário Lewis Vendredi, (o ator R. G. Armstrong), havia feito um pacto com o diabo para ter dinheiro e imortalidade, vendendo em troca os estranhos objetos de sua loja, que levariam desgraça e morte aos compradores. A informação é trazida no episódio A Herança (The Inheritance).
As duas séries, no entanto, tem diversas associações em seu elenco e na equipe que o produziu; o produtor do programa, Mancuso, Jr., também produziu os filmes da série, desde Friday the 13th Part 2 (1981) até a parte final, distribuída pela Paramount (Friday the 13th Part VIII: Jason Takes Manhattan, em 1989, um ano antes do fim da série televisiva). A estrela do programa, John D. LeMay, também apareceu posteriormente em Jason Goes to Hell: The Final Friday, e o ator convidado John Shepherd interpretou Tommy Jarvis em Friday the 13th: A New Beginning. O diretor David Cronenberg, responsável por um episódio da série de TV, apareceu em Jason X. Fred Mollin, Rob Hedden e Tom McLoughlin também trabalharam nas duas séries.
| 1986 | Friday the 13th: The Computer Game |
| 1987 |                                    |
| 1988 |                                    |
| 1989 |                                    |
| 1990 |                                    |
| 1991 |                                    |
| 1992 |                                    |
| 1993 |                                    |
| 1994 |                                    |
| 1995 |                                    |
| 1996 |                                    |
| 1997 |                                    |
| 1998 |                                    |
| 1999 |                                    |
| 2000 |                                    |
| 2001 |                                    |
| 2002 |                                    |
| 2003 |                                    |
| 2004 |                                    |
| 2005 |                                    |
| 2006 | Friday the 13th: Road to Hell      |
| 2007 |                                    |
| 2008 |                                    |
| 2009 |                                    |
| 2010 |                                    |
| 2011 |                                    |
| 2012 |                                    |
| 2013 |                                    |
| 2014 |                                    |
| 2015 |                                    |
| 2016 |                                    |
| 2017 | Friday the 13th: The Game          |

## Jogos eletrônicos
| Jogo                               | Data de lançamento | Publisher(s) | Desenvolvedora(s) |
| ---------------------------------- | ------------------ | ------------ | ----------------- |
| Friday the 13th: The Computer Game | 1986               | Domark       | Domark            |
| Friday the 13th: Road to Hell      | 2006               | MindMatics   | HeroCraft         |
| Friday the 13th: The Game          | 2017               | Gun Media    | IllFonic          |

Jason Voorhees também é um personagem jogável em Mortal Kombat X (2015), Mortal Kombat Mobile (2015) e MultiVersus (2024).